# غودوي
غودوي (بالبرتغالية: Rafael Godoi Pereira‏) هو لاعب كرة قدم برازيلي في مركز الهجوم، ولد في 7 مايو 1985 في كامبيناس في البرازيل. لعب مع نادي بونتي بريتا ونادي سينت ترويدن.